# Korinna Fink
Korinna Fink (* 6. April 1981 in Teterow) ist eine ehemalige deutsche Leichtathletin.

## Leben
Korinna Fink startete von 1992 bis 2000 für den SC Neubrandenburg, dann für den SC Magdeburg und ab 2005 für Eintracht Frankfurt. Sie begann im Weitsprung und wechselte dann über den Sprint zum 400-Meter-Lauf.
Bei den Deutschen Meisterschaften 2005 und 2006 wurde Korinna Fink über 400 Meter jeweils Zweite hinter Claudia Hoffmann. Bei den Weltmeisterschaften 2005 in Helsinki erreichte die deutsche 4-mal-400-Meter-Staffel mit Claudia Marx, Claudia Hoffmann, Korinna Fink und Ulrike Urbansky das Finale und dort den sechsten Platz. Im Jahr darauf bei den Europameisterschaften in Göteborg liefen Korinna Fink, Claudia Hoffmann, Anja Pollmächer und Claudia Marx in der deutschen 4-mal-400-Meter-Staffel. Das Quartett kam als fünftes Team ins Ziel, eine Hundertstelsekunde hinter den viertplatzierten Britinnen.

## Persönliche Bestleistungen
- 100-Meter-Lauf: 11,65 Sekunden (28. Juli 2001 in Schweinfurt)
- 200-Meter-Lauf: 23,70 Sekunden (29. Juli 2001 in Schweinfurt)
- 400-Meter-Lauf: 52,31 Sekunden (17. Juni 2006 in Regensburg)
- 400-Meter-Hürdenlauf: 58,21 Sekunden (27. Mai 2006 in Jena)
- Weitsprung: 6,40 Meter (19. August 2000 in Jena)